# Hipogeu da Via Livenza

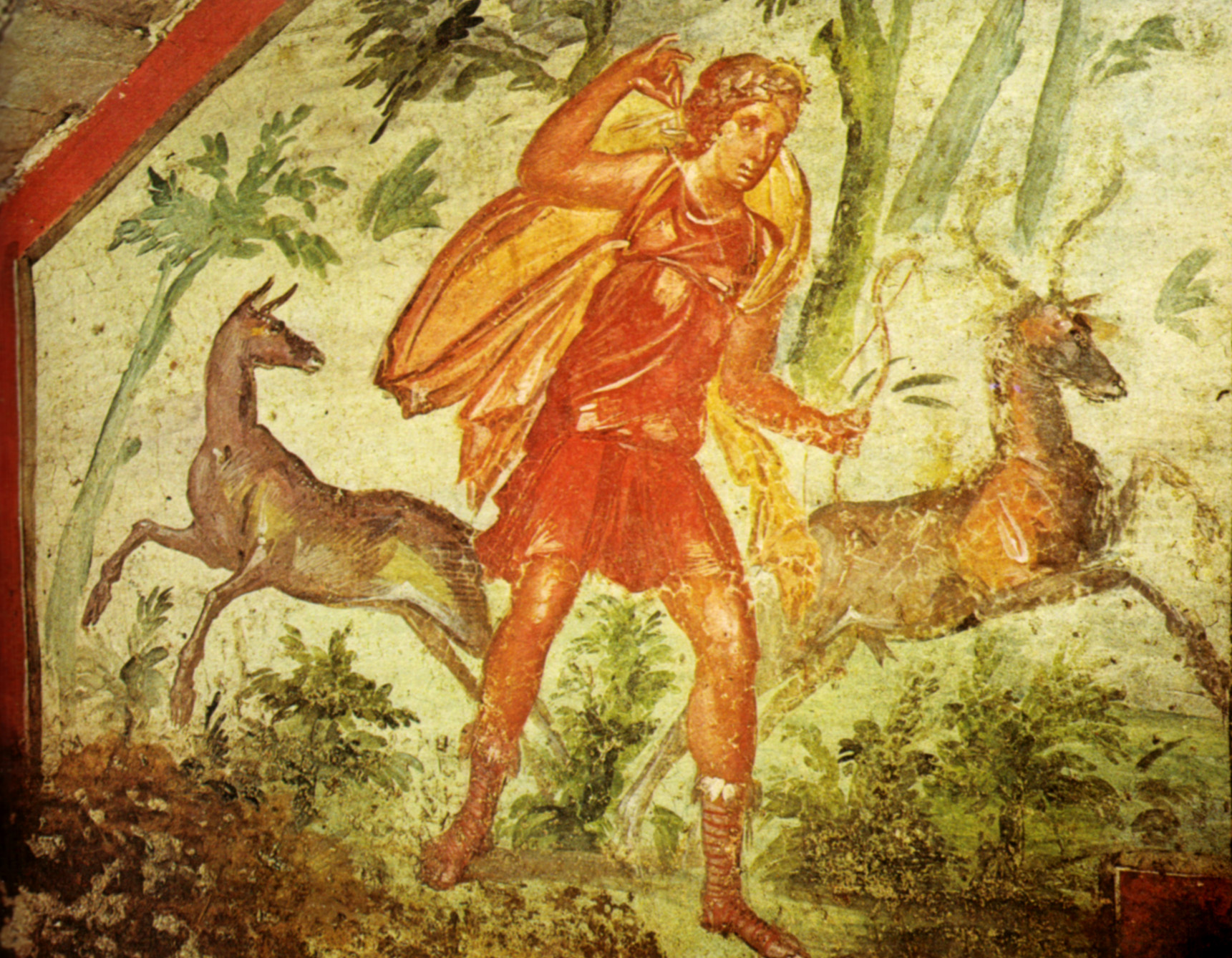
Detalhe do afresco de Diana no hipogeu.

Hipogeu da Via Livenza (em italiano:  Ipogeo di via Livenza) é um hipogeu romano situado perto da moderna Via Livenza, no quartiere Pinciano de Roma, ao norte do monte Quirinal e perto da Muralha Aureliana, no local onde ficava o grande Cemitério Salario.

## Descrição
A galeria subterrânea é acessível através de uma escada cuja maioria dos degraus ainda são é original da Antiguidade. A parede setentrional, que é paralela à do fundo, se abre em três arcos subjacentes (dois menores dos lados e um principal no centro).
Sob o arco central, em posição ligeiramente oblíqua, está um tanque retangular (2,90 x 1,70, com 2,50 metros de profundidade) separado do resto da sala por uma mureta de reconstrução recente. Ele era alimentado por um tubo que vinha do muro setentrional e que só enchia o tanque até a metade; para entrar é necessário descer três degraus (o primeiro deles é muito alto). A água era drenada através de um dreno visível acima do primeiro degrau e através de uma abertura na parede oeste.

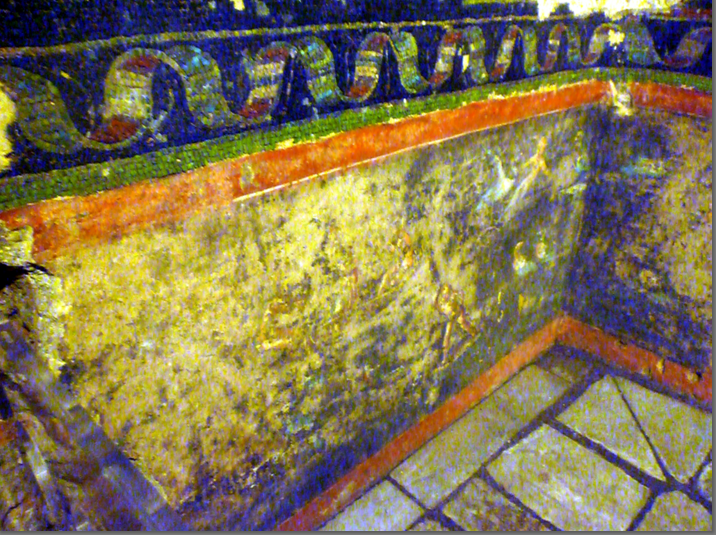
O tanque.

O espaço sob o arco e a parede do fundo tinham pinturas na parte inferior do plinto e mosaicos na parte superior. Destes só se conserva um fragmento que sugere uma faixa multicolorida que emoldura uma cena na qual duas figuras se destacam, uma das quais ajoelhada diante de uma fonte e a outra de pé; possivelmente trata-se de São Pedro fazendo água brotar de uma rocha para batizar um centurião convertido. A inscrição no centro do arco desapareceu quase completamente. O plinto é decorado ainda por figuras de erotes pescando.
Na parede do fundo está um nicho não centralizado com afrescos que imitam incrustações marmóreas e, na semicúpula, um cântaro do qual jorra água e no qual repousam duas pombas. Dos lados deste nicho estão as decorações mais importantes, ambientadas numa paisagem verde com árvores e arbustos: à esquerda, uma Diana caçadora extraindo uma flecha de sua aljava com dois cervos que fogem dos lados; à esquerda, uma ninfa da floresta acaricia um cabrito. O complexo provavelmente era também decorado em mármore, mas nada mais resta além de alguns fragmentos.

## Hipóteses

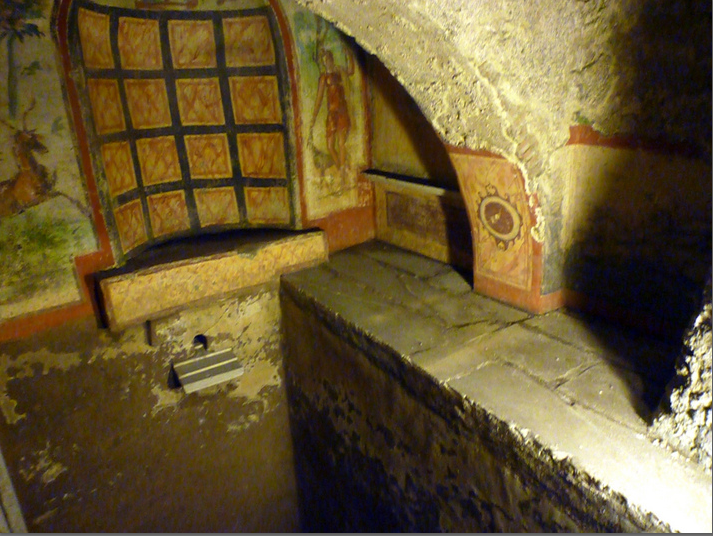
Vista do interior.

Com base na decoração, na qual coexistem temas cristãos e pagãos, acredita-se que o hipogeu tenha sido um batistério ou um templo de um culto de mistérios ou ainda um ninfeu dedicado ao uso da nascente subterrânea.
O arqueólogo Carlo Pavia, depois de ter construído um modelo em escala 1/50 do monumento, depois de ter notado que o eixo monumento está voltado para o lado norte e depois de encher o tanque do modelo com água, constatou que a luz uma lâmpada se reflete na própria água e, de acordo com a sua posição (partindo do oriente imitando o percurso do sol no céu durante um dia), o feixe de lux ilumina primeiro a figura de Diana caçadora ("manhã", a proibição do paganismo), depois a estátua que provavelmente ficava na luneta (o "meio-dia", possivelmente o advento do cristianismo) e finalmente a figura à direita (a "noite", o pagão convertido que acompanha os cristãos à fonte). A inclinação do eixo dentro do tanque permitia criar um feixe de luz mais ou menos intenso; o ângulo do mesmo era, portanto, variável e essa variabilidade era mais ou menos acentuada pela presença dos degraus, que tinham a tarefa de aumentar ou restringir o ponto de refração da luz solar.
O monumento era coberto na parte setentrional (a que se conserva hoje) e na meridional (perdida, mas da qual se conhece a planta); a luz entrava forçosamente por um setor quase central, originalmente ao ar livre. Na meridional se acomodavam as pessoas que admiravam a projeção. Foi somente com base nesta hipótese de uso que se pôde responder às diversas dúvidas sobre a curiosa disposição do tanque, dos degraus e do desalinhamento em relação ao eixo dos diversos itens decorativos.
A datação do complexo é geralmente aceita como sendo da segunda metade do século IV, apesar da técnica de construção em opus listatum, na qual aparece um tijolo com uma estampa do Constantino. A época pós-constantiniana (em particular, o momento de transição entre Juliano e Teodósio I) é coerente com o classicismo da decoração, sua riqueza e com a ambiguidade cristã-pagã.